# نزهت امیری
نزهت امیری (زادهٔ ۲۲ آذر ۱۳۳۹ در اهواز) رهبر ارکستر و از موسیقی‌دانان معاصر ایران است.
از او به عنوان تنها رهبر ارکستر زن ایرانی ساکن ایران، و یکی از اولین بانوان ایرانی در زمینه رهبری ارکستر نام برده می‌شود. امیری همچنین نخستین زنی‌است، که به عنوان رهبر میهمان ارکستر ملی ایران، این ارکستر را در ۸ شهریور ۱۳۹۷ در تالار وحدت رهبری کرد.

## زندگی‌نامه
نزهت امیری در ۲۲ آذر ۱۳۳۹ در اهواز زاده شد. در کودکی با ساز «ملودیکا» متعلق به برادر بزرگترش با موسیقی آشنا شد و پس از مدتی قطعات موسیقی را از طریق شنیدن با این ساز می‌نواخت. در ۱۳ سالگی به تهران آمد. اولین معلم موسیقی او، معلم پیانو «میری» بود. پس از آن به کلاس‌های «پرویز منصوری» راه یافت و سال‌ها از آموزش‌های او در زمینه تئوری موسیقی، هارمونی، کنترپوان و ارکستراسیون بهره برد. «محمدرضا درویشی» در زمینه فرم و آنالیز و «هوشنگ کامکار» در زمینه سلفژ از دیگر استادان او بودند.
پس‌از پایان تحصیلات متوسطه، با شروع انقلاب فرهنگی و تعطیلی دانشگاه‌ها و مراکز موسیقی، از ادامه تحصیل بازماند. او از سال ۱۳۵۸ یادگیری ساز «سه تار» را نزد «فرخ مظهری» آغاز و پس از آن نزد «حسین علیزاده» پی گرفت و در سال ۱۳۶۸ به دانشکده هنرهای زیبای دانشگاه تهران راه یافت و دوره کارشناسی موسیقی را نزد استادان موسیقی از جمله «فرهاد فخرالدینی» به پایان رساند. امیری با پیشنهاد «شریف لطفی» تحصیلات عالی موسیقی خود را پی گرفت و در سال ۱۳۸۲ در مقطع کارشناسی ارشد رشته آهنگسازی از دانشگاه هنر فارغ‌التحصیل شد. سپس زیرنظر حسین دهلوی به تدریس دروس «تلفیق شعر و موسیقی» وی و همچنین «مبانی و اصول اجرا» و «آواز جمعی» در همان‌جا مشغول شد.
او سال‌ها به عنوان معلم موسیقی، در زمینه آموزش موسیقی کودکان نیز فعالیت نموده و در این زمینه، متد آموزش موسیقی به کودکان را گردآوری کرده‌است.
روزنامه گاردین در سال ۱۳۹۶ در گزارشی از نزهت امیری با عنوان «زن تابوشکن موسیقی ایران» یاد کرد.

## اجراها
- شهریور ۱۳۸۴، رهبر ارکستر مضرابی (به پایه‌گذاری حسین دهلوی) در فرهنگسرای بهمن و تالار وحدت[۴]
- ۲۶ دی ۱۳۹۶، رهبر ارکستر «نغمه باران» در جشنواره سی و سوم موسیقی فجر در تالار وحدت[۸][۹][۱۰]
- ۸ شهریور ۱۳۹۷، رهبر میهمان ارکستر ملی ایران در تالار وحدت، به ابتکار «بنیاد رودکی» و فریدون شهبازیان، مدیر هنری ارکستر[۵][۱۱][۱۲]